# Westnijlvirus
Het westnijlvirus (WNV) is een flavivirus dat de westnijlkoorts veroorzaakt. Dit is een door muggen overgebrachte virusziekte en maakt vooral onder vogels zijn slachtoffers, maar kan ook zoogdieren zoals mensen en paarden aantasten. Het virus dat de ziekte veroorzaakt wordt overgedragen door muggensoorten uit het geslacht Culex, waaronder de gewone steekmug.

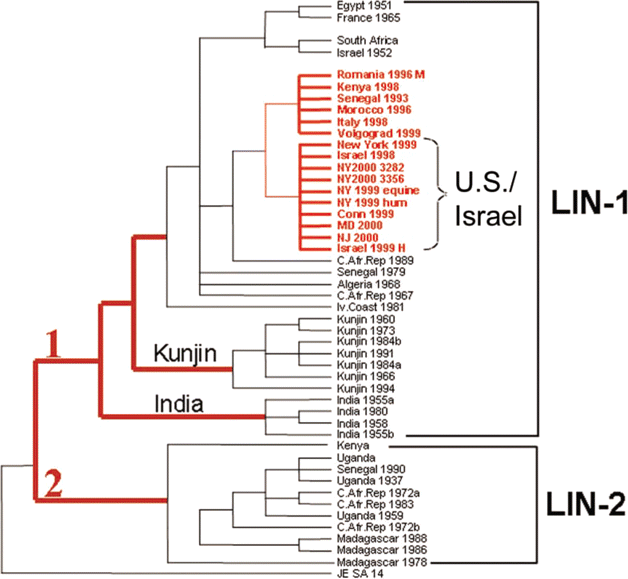
Fylogenetische stamboom van de westnijlvirussen gebaseerd op sequentie van het virusenvelopgen bij de volledige genoomsequentie van het virus

In november 2020 werd bij een aantal mensen in Nederland het westnijlvirus vastgesteld. Dit zou van dieren zijn overgebracht op mensen door de huissteekmug.
Bij een uitbraak van het virus in het westen van de Spaanse regio Andalusië in 2024 komen meerdere mensen te overlijden.